# Akihiro Kanamori

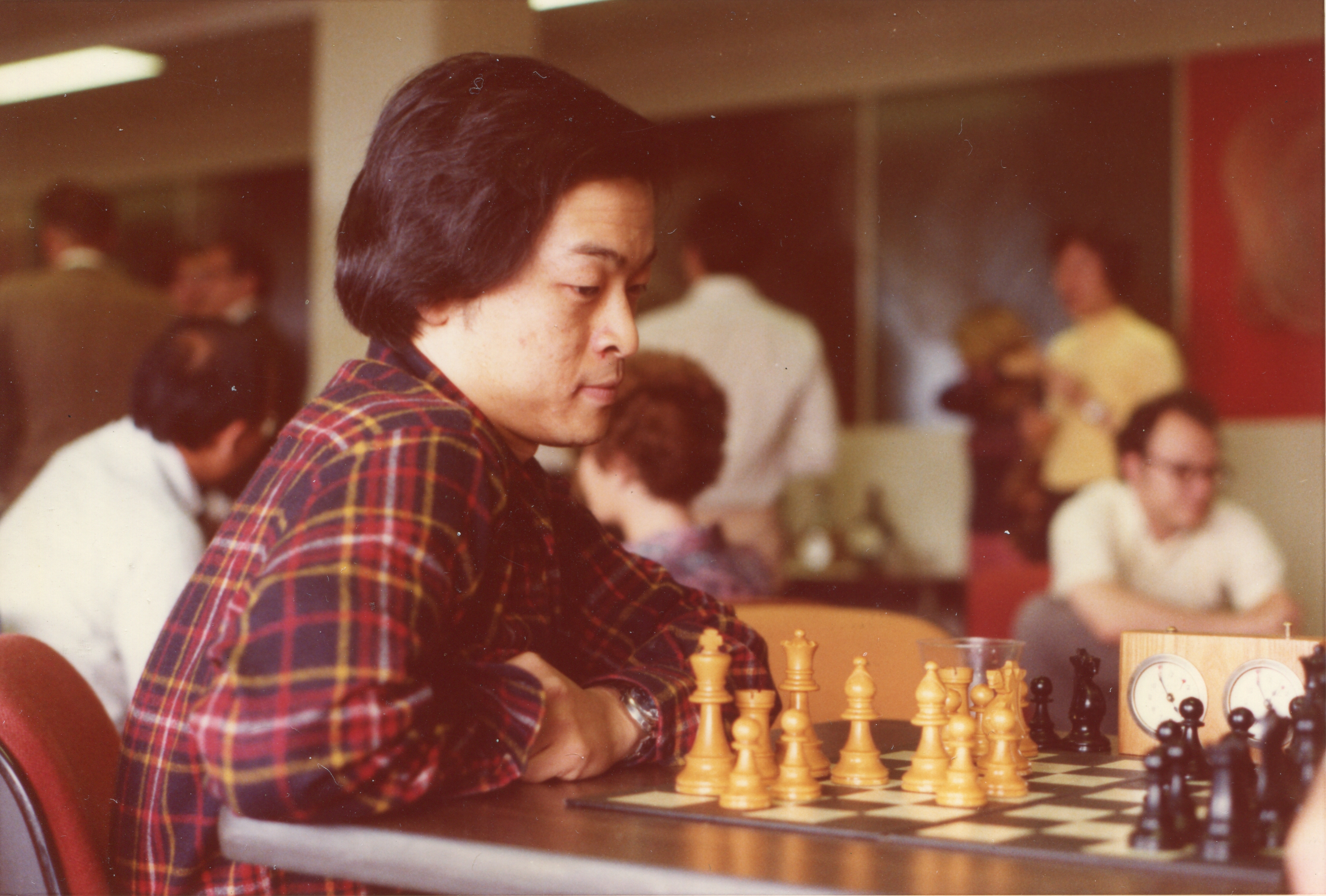
Akihiro Kanamori

Akihiro Kanamori (jap. 金森 晶洋; * 23. Oktober 1948 in der Präfektur Tokio) ist ein japanisch-US-amerikanischer Mathematiker, der sich mit Mengenlehre beschäftigt.
Kanamori studierte ab 1966 am California Institute of Technology (Bachelor 1970) und promovierte an der Universität Cambridge (King’s College) bei A.R.D.Mathias (Ultrafilters over uncountable cardinals). In Cambridge war er von 1970 bis 1975 (mit einem Jahr Unterbrechung an der University of Wisconsin 1972/73 bei K. Kunen). 1975 wurde er Lecturer an der University of California, Berkeley und 1977 Benjamin Pierce Assistant Professor an der Harvard University.  Nach einem Jahr am Baruch College der City University of New York wurde er 1982 Associate Professor (zuerst als Gastprofessor, 1983 fest)  an der Boston University, wo er seit 1992 Professor ist. 1988/89 und 1995 war er Gastprofessor an der Hebrew University in Jerusalem. 2002/03 war er Senior Fellow am Dibner Institute for the History of Science and Technology und 2009 war er am Lichtenberg-Kolleg in Göttingen.
Er ist Bürger der USA. 1981 bis 1990 war er Mitglied des Executive Council der Association for Symbolic Logic.
Er ist Verfasser eines bekannten Lehrbuchs über höhere Kardinalzahlen in der Mengenlehre, The Higher Infinite, und mit Matthew Foreman Herausgeber des mehrbändigen Handbook of Set Theory. Bekannt ist er auch für Beiträge zur Geschichte der Mengenlehre, zum Beispiel ist er Mitherausgeber der Gesammelten Werke von Ernst Zermelo.
Kanamori ist auch ein Turnier-Schachspieler. Seine erste Veröffentlichung 1968 betraf indische Geschichte (über die Belagerung von Chitral).

## Schriften
- The Higher Infinite. Large Cardinals in Set Theory from the Beginnings. Springer Verlag 1994, 2. Auflage 2003, ISBN 3-540-00384-3
- mit Juliet Floyd: How Gödel transformed set theory, Notices AMS 2006, S. 417, Online, PDF-Datei
- The mathematical development of Set Theory from Cantor to Cohen, Bulletin of Symbolic Logic, Bd. 2, 1996, S. 1–71
- mit Burton Dreben: Hilbert and Set Theory, Synthese Bd. 110, 1997, S. 77
- Zermelo and Set Theory, Bulletin of Symbolic Logic, Bd. 10, 2004, S. 287
- Gödel and Set Theory, Bulletin of Symbolic Logic, Bd. 13, 2007, S. 153
- Cohen and Set Theory, Bulletin of Symbolic Logic, Bd. 14, 2008, S. 351
- Set Theory from Cantor to Cohen, in Andrew Irvine, J. Woods (Hrsg.) Handbook of the Philosophy of Science, Bd. 4, 2008, Cambridge University Press
- mit Menachem Magidor: The evolution of large cardinals in set theory, in G. H. Müller, Dana Scott (Herausgeber): Higher Set Theory (Oberwolfach 1977), Lecture Notes in Mathematics Bd. 669, Springer Verlag, S. 99–275, Online, PDF-Datei, 7 MB
- Herausgeber mit Matthew Foreman: Handbook of Set Theory, Bd. 1, Springer 2010, Einige Kapitel Online